# مفاتیح‌الاعجاز فی شرح گلشن راز
مفاتیح الاعجازفی شرح گلشن راز یکی از جامع‌ترین و کامل‌ترین شرح‌های مثنوی گلشن راز است که در سال ۸۷۷ هجری قمری توسط شمس الدین محمدبن یحیی لاهیجی از عرفا و مشایخ سلسله نوربخشیه نوشته شده‌است.
مزیت این شرح به شرح‌های مختلف دیگر، ذکر یکایک ابیات گلشن راز و تفسیر همه آن‌هاست، همچنین نویسنده توضیحات و شرح مفصلی در مبانی و اصول علمی و عملی عرفان و تصوف ارائه می‌کند. این کتاب از کتب مرجع در عرفان اسلامی است.

## نویسنده
شمس‌الدین محمدبن یحیی‌بن علی گیلانی لاهیجی متولّد ۸۴۰ متوفی ۹۱۱ هجری قمری از عرفای به نام سلسله نوربخشیه و مرید سید محمد نوربخش بوده و این شرح را در سال ۸۷۷ بنا به درخواست مریدان خود نگاشته‌است.

## نمونه‌ای از متن
در قسمتی از گلشن راز که مربوط به مشخصات مرد کامل است و سؤال‌کننده می‌پرسد «کرا گویم که او مرد تمام است؟» نویسنده شرح می‌دهد:
و غایت کمال ولّی کامل آنست که در جمیع علوم ظاهره و باطنه از عقلیات و حکمیات و نقلیات و حقایق و معارف یقینیه، عالِم و عارف و ماهر باشد تا وارث ظاهر و باطن حضرت پیغمبر (ص) باشد و آن ولی باید که به زهد و تقوی معروف و مشهور باشد و زهد عبارت از بیرون آمدن از دنیا و آرزوهائی که بدو تعلق دارد مثل مال و ملک و جاه و ناموس است و تقوی ترسیدن از حق است.

## تصحیح و ویرایش
- این کتاب با مقدمهٔ غلامرضا کیوان سمیعی در شرح حال نویسنده و بحث مبانی و اصول عرفان و تصوّف چاپ شده‌است.[۱]
- تصحیح دیگر توسط محمّدرضا برزگر خالقی و عفّت کرباسی توسط انتشارات زوّار منتشر شده‌است.[۲]